# Горлинка (Крым)
Горлинка (до 1948 года Бий-Эли́; укр. Горлинка, крымскотат. Biy Eli, Бий Эли) — село в Белогорском районе Республики Крым, входит в состав Богатовского сельского поселения (согласно административно-территориальному делению Украины — Богатовского сельского совета Автономной Республики Крым).

## Население
| 2001 | 2014 |
| ---- | ---- |
| 83   | ↘62  |

Всеукраинская перепись 2001 года показала следующее распределение по носителям языка
| Язык             | Процент |
| ---------------- | ------- |
| крымскотатарский | 42.17   |
| русский          | 39.76   |
| украинский       | 13.25   |
| молдавский       | 1.2     |

### Динамика численности
| - 1805 год — 25 чел. - 1864 год — 130 чел. - 1886 год — 173 чел. - 1889 год — 137 чел. - 1892 год — 161 чел. - 1900 год — 141 чел. - 1915 год — 141 чел. | - 1926 год — 160 чел. - 1939 год — 462 чел. - 1989 год — 78 чел. - 2001 год — 83 чел. - 2009 год — 80 чел. - 2014 год — 62 чел. |

## Современное состояние
На 2017 год в Горлинке числится 2 улицы — Заречная и Тополиная; на 2009 год, по данным сельсовета, село занимало площадь 14 гектаров на которой, в 33 дворах, проживало 80 человек. Горлинка связана автобусным сообщением с райцентром и соседними населёнными пунктами.

## География
Горлинка находится в восточной части района, в пределах Внутренней гряды Крымских гор . Село лежит в долине реки Кучук-Карасу у подножия горы Хачи-Хыр, высота центра села над уровнем моря — 294 м. Соседние сёла: Черемисовка в 0,5 км к западу и Богатое — 1,5 километра на север.
Расстояние до райцентра — около 15 километров (по шоссе), расстояние до железнодорожной станции Симферополь — около 58 километров. Транспортное сообщение осуществляется по региональной автодороге 35Н-104 от шоссе 35Н-103 на Поворотное (по украинской классификации — С-0-10328).

## История
Первое документальное упоминание села встречается в Камеральном Описании Крыма… 1784 года, судя по которому, в последний период Крымского ханства Багадырша-Биели входил в Карасубазарский кадылык Карасубазарского каймаканства. После присоединения Крыма к России (8) 19 апреля 1783 года, (8) 19 февраля 1784 года, именным указом Екатерины II сенату, на территории бывшего Крымского Ханства была образована Таврическая область и деревня была приписана к Левкопольскому, а после ликвидации в 1787 году Левкопольского — к Феодосийскому уезду Таврической области. После Павловских реформ, с 1796 по 1802 год, входила в Акмечетский уезд Новороссийской губернии. По новому административному делению, после создания 8 (20) октября 1802 года Таврической губернии, Биэли был включеён в состав Кокташской волости Феодосийского уезда.
По Ведомости о числе селений, названиях оных, в них дворов… состоящих в Феодосийском уезде от 14 октября 1805 года, в деревне Биели числилось 4 двора и 25 жителей, исключительно крымских татар, а на военно-топографической карте генерал-майора Мухина 1817 года деревня Биели обозначена как пустующая. Обезлюдение могло быть связано с эмиграциями татар в Турцию. Затем начался приток жителей и уже после реформы волостного деления 1829 года, согласно «Ведомости о казённых волостях Таврической губернии 1829 года», деревня Бие Эли числилась, как жилая, а на карте 1836 года в деревне 23 двора, как и на карте 1842 года.
В 1860-х годах, после земской реформы Александра II, деревню приписали к Салынской волости того же уезда. В «Списке населённых мест Таврической губернии по сведениям 1864 года», составленном по результатам VIII ревизии 1864 года, Биэли — владельческая и общинная греческо-татарская деревня с 45 дворами, 130 жителями и мечетью при речке Малой Карасу. По обследованиям профессора А. Н. Козловского начала 1860-х годов, в селении «…имелась пресная вода в изобилии из горных родников и ручьёв». На трехверстовой карте Шуберта 1865—1876 года в деревне Биэли обозначено 15 дворов. На 1886 год в деревне, согласно справочнику «Волости и важнѣйшія селенія Европейской Россіи», проживало 173 человека в 17 домохозяйствах, действовали 2 мечети. В «Памятной книге Таврической губернии 1889 года», по результатам Х ревизии 1887 года, записана Би-Эли с 28 дворами и 137 жителями. На верстовой карте 1890 года в деревне обозначено 27 дворов с татарским населением. По «…Памятной книжке Таврической губернии на 1892 год» в Бий-Эли, входившем в Коперликойское сельское общество числился 161 житель в 30 домохозяйствах.
После земской реформы 1890-х годов, которая в Феодосийском уезде прошла после 1892 года, деревня осталась в составе преобразованной Салынской волости. Согласно «…Памятной книжке Таврической губернии на 1900 год», в деревне Бий-Эли, входившей в Коперликойское сельское общество, числился 141 житель в 23 дворах, владевших 375 десятинами общинной земли. В 1910 году в деревне было начато строительство мектеба. По Статистическому справочнику Таврической губернии. Ч.II-я. Статистический очерк, выпуск пятый Феодосийский уезд, 1915 год, в деревне Бий-Эли (татарские наделы) Салынской волости Феодосийского уезда числилось 39 дворов (все дворы с землёй) с татарским населением в количестве 141 человек приписных жителей, из которых 73 мужчины и 68 женщин. Жители владели 100 десятинами удобной земли. В хозяйствах имелось 70 лошадей, 32 вола, 27 коров и 500 голов овец, свиней, или коз.
После установления в Крыму Советской власти, по постановлению Крымревкома от 8 января 1921 года была упразднена волостная система и село вошло в состав вновь созданного Карасубазарского района Симферопольского уезда, а в 1922 году уезды получили название округов. 11 октября 1923 года, согласно постановлению ВЦИК, в административное деление Крымской АССР были внесены изменения, в результате которых округа ликвидировались, Карасубазарский район стал самостоятельной административной единицей и село включили в его состав. Согласно Списку населённых пунктов Крымской АССР по Всесоюзной переписи 17 декабря 1926 года, в селе Бий-Эли, Бахчи-Элинского сельсовета (в котором село состоит всю дальнейшую историю) Карасубазарского района, числилось 40 дворов, все крестьянские, население составляло 160 человек, все татары, действовала татарская школа. По данным всесоюзная перепись населения 1939 года в селе проживало 462 человека.
В 1944 году, после освобождения Крыма от нацистов, согласно Постановлению ГКО № 5859 от 11 мая 1944 год]а, 18 мая крымские татары были депортированы в Среднюю Азию. 12 августа 1944 года было принято постановление № ГОКО-6372с «О переселении колхозников в районы Крыма», в исполнение которого в район завезли переселенцев: 6000 человек из Тамбовской и 2100 — Курской областей, а в начале 1950-х годов последовала вторая волна переселенцев из различных областей Украины. С 25 июня 1946 года Бий-Эли в составе Крымской области РСФСР. Указом Президиума Верховного Совета РСФСР, от 18 мая 1948 года, Бий-Эли были переименованы а Горлинку. 26 апреля 1954 года Крымская область была передана из состава РСФСР в состав УССР. По данным переписи 1989 года в селе проживало 78 человек. С 12 февраля 1991 года село в восстановленной Крымской АССР, 26 февраля 1992 года переименованной в Автономную Республику Крым. С 21 марта 2014 года в составе Крыма аннексирована Россией.